# Testemunhas de Jeová e a questão do sangue

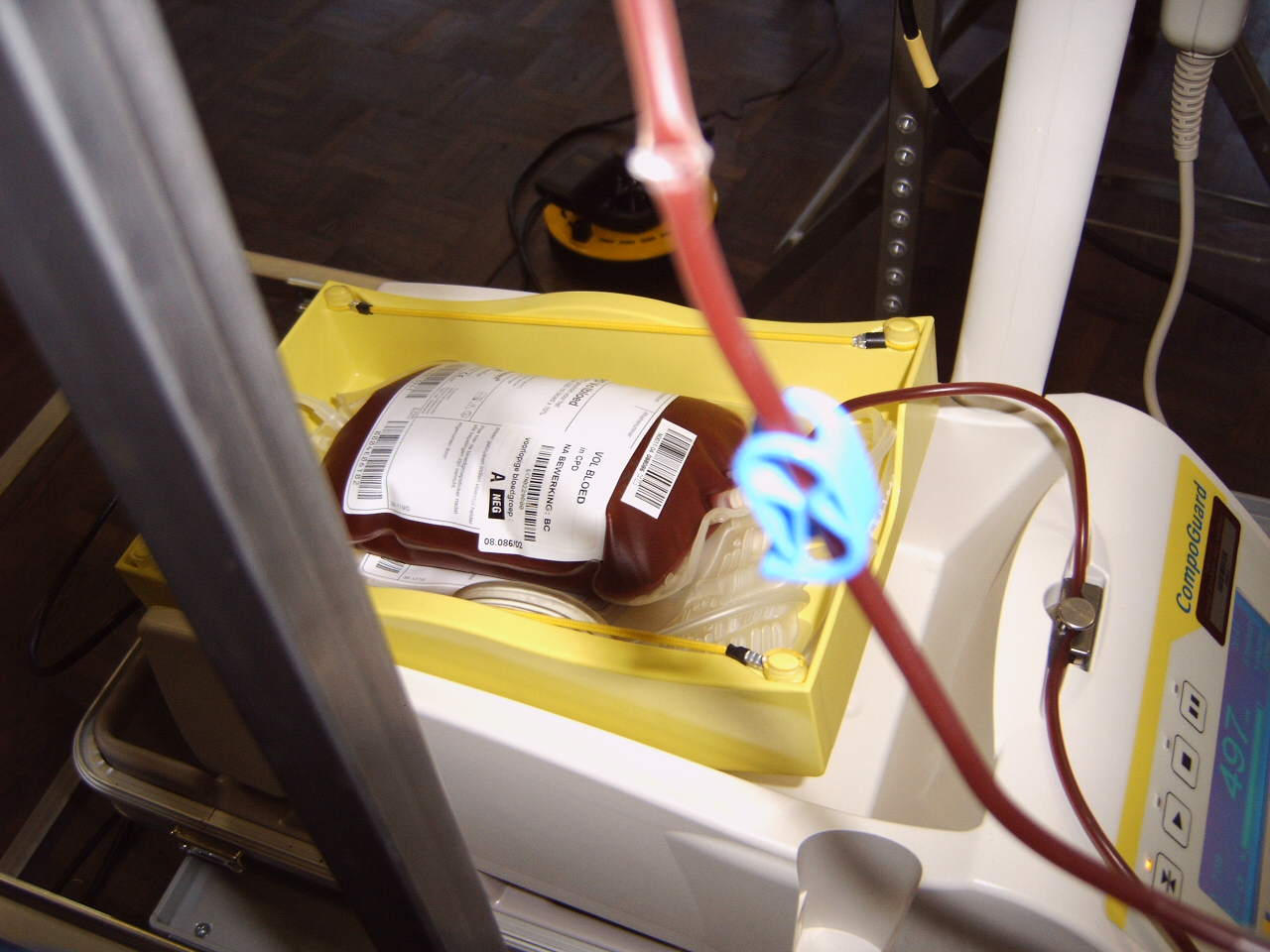
Coleta de sangue de um doador

A Torre de Vigia instrui seus membros a acreditarem que a Bíblia proíbe a ingestão de sangue e que os cristãos não devem aceitar transfusões de sangue ou doar ou armazenar seu próprio sangue para transfusão, igualando a transfusão com alimentação. A crença é baseada em uma interpretação da escritura que difere da de outras denominações cristãs. É uma das doutrinas pelas quais as Testemunhas de Jeová são mais conhecidas.  
A literatura das Testemunhas de Jeová ensina que a recusa de transfusões de sangue total ou seus quatro componentes principais — glóbulos vermelhos, glóbulos brancos, plaquetas e plasma — é uma posição religiosa inegociável e que aqueles que respeitam a vida como um presente de Deus não tente sustentar a vida tomando sangue, mesmo em uma emergência. Entretanto, os fiéis aprendem que o uso de frações como albumina, imunoglobulinas e preparações hemofílicas "não são absolutamente proibidas" e, ao contrário, são uma questão de escolha pessoal.
Os membros do grupo que aceitam voluntariamente uma transfusão e não são considerados arrependidos são considerados como tendo se desassociado do grupo, abandonando suas doutrinas e são subsequentemente evitados pelos membros da organização.

## Justificativa
Segundo os seguidores a lei divina é baseada em pelos menos 3 trechos da Bíblia.
- Em Gênesis 9:4, Deus disse a Noé: “Somente a carne com a sua alma — seu sangue — não deveis comer.” Desde então, isso se aplica a todos os humanos, porque todos são descendentes de Noé.
- Em Levítico 17:14, Deus disse que “Não deveis comer o sangue de qualquer tipo de carne, porque a alma de todo tipo de carne é seu sangue. Quem o comer será decepado da vida.” Embora essa lei tenha sido dada apenas à nação de Israel, para Deus, dentro da crença dos Testemunhas de Jeová, a alma, ou vida, está no sangue e pertence a Deus.
- Em Atos 15:20, Deus disse: "Abstenham-se do sangue.". A passagem mostra que os primeiros cristãos não consumiam sangue, nem mesmo para fins medicinais, este e outros textos do Novo Testamento prova que a abstenção de sangue era seguida por Jesus e seus discípulos, que não foi só uma lei dada ao povo de Israel.[4]

## Cirurgias sem sangue
Uma variedade de técnicas cirúrgicas sem sangue foi desenvolvida para uso em pacientes que recusam transfusões de sangue por razões que incluem preocupação com AIDS, hepatite e outras infecções transmitidas pelo sangue, ou reações do sistema imunológico. Alguns médicos expressaram disposição para respeitar as preferências dos pacientes e fornecer tratamento sem sangue e cerca de 200 hospitais oferecem programas de medicina e cirurgia para pacientes que desejam evitar ou limitar as transfusões de sangue. A cirurgia sem sangue foi realizada com sucesso em procedimentos significativos, incluindo cirurgia de coração aberto e substituições totais do quadril. Um estudo de 2012 da JAMA Internal Medicine concluiu que "As testemunhas não parecem estar sob risco aumentado de complicações cirúrgicas ou mortalidade a longo prazo quando as comparações são feitas corretamente pelo status de transfusão. Assim, as estratégias atuais de controle extremo do sangue não parecem colocar os pacientes em risco elevado de redução da sobrevida a longo prazo". O estudo também afirmou que "As estimativas de sobrevida das Testemunhas foram de 86%, 69%, 51% e 34% aos 5, 10, 15 e 20 anos após a cirurgia, respectivamente, versus 74%, 53%, 35% e 23% entre não testemunhas que receberam transfusões".
Técnicas médicas e cirúrgicas sem sangue têm limitações, e os cirurgiões dizem que o uso de vários produtos sanguíneos alogênicos e a transfusão de sangue autólogo pré-operatória são padrões apropriados de tratamento para certas apresentações de pacientes. A Sociedade Torre de Vigia afirma que em emergências médicas onde as transfusões de sangue parecem ser o único meio disponível para salvar uma vida, as Testemunhas de Jeová pedem que os médicos ofereçam o melhor cuidado possível sob as circunstâncias com respeito à sua convicção pessoal. A Sociedade Torre de Vigia reconheceu que alguns membros morreram depois de recusarem o sangue.
Em alguns países, incluindo o Canadá e o Reino Unido, a decisão dos pais ou responsáveis pode ser legalmente invalidada pela equipe médica. Neste caso, a equipe médica pode agir sem consentimento, obtendo uma ordem judicial em uma situação de não emergência, ou sem tal em uma emergência. No Japão, um médico deve respeitar o desejo de um adulto, mas pode anular os desejos de uma criança e seus pais se a criança tiver menos de 15 anos. Se a criança tiver entre 15 e 17 anos, o médico não executará uma transfusão se os pais e a criança recusarem a transfusão. Se uma criança com idade entre 15 e 17 anos recusar uma transfusão, mas os pais exigirem a transfusão, o médico poderá anular o desejo da criança. Nos Estados Unidos, a Academia Americana de Pediatria recomenda que, em casos de "uma ameaça iminente à vida de uma criança", os médicos, em alguns casos, possam "intervir sobre objeções parentais".

### Comitê de Ligação Hospitalar
Em 1988, a Sociedade Torre de Vigia formou o Hospital Information Services, um departamento para ajudar a localizar médicos ou equipes cirúrgicas que estão dispostas a realizar procedimentos médicos em Testemunhas de Jeová sem transfusões de sangue. O departamento recebeu supervisão do Balcão de Informações Hospitalares de cada escritório da filial, e de cem Comitês de Ligação Hospitalar estabelecidos nos Estados Unidos. Em 2003, cerca de 200 hospitais em todo o mundo forneceram programas médicos sem sangue. A partir de 2006, existem 1.535 Comitês de Ligação Hospitalar em todo o mundo, coordenando a comunicação entre 110.000 médicos.
Os Serviços de Informações Hospitalares pesquisam revistas médicas para localizar informações sobre a disponibilidade e eficácia dos métodos de cirurgia sem sangue. Ele divulga informações sobre as opções de tratamento para Comitês de Ligação Hospitalares locais e para médicos e hospitais.

### Grupos de visitação de pacientes
Anualmente, desde 2004, as Testemunhas de Jeová nos Estados Unidos foram informadas de que "com o seu consentimento, a lei permite que os anciãos saibam de sua admissão [no hospital] e forneçam encorajamento espiritual", mas que "anciãos servindo pelo Grupo de Visita do Paciente [poderiam] ter acesso ao seu nome "somente se os pacientes fizessem seus desejos conhecidos de acordo com a Lei de Portabilidade do Seguro de Saúde (HIPAA).
As filiais das Testemunhas de Jeová se comunicam diretamente com as congregações sobre "maneiras de se beneficiar das atividades do Comitê de Ligação com o Hospital (HLC) e do Grupo de Visita do Paciente (PVG)". Uma publicação das Testemunhas de Jeová em 2000 relatou que a Argentina tinha menos de cem membros da comissão HLC "dando informações vitais à comunidade médica", acrescentando que "seu trabalho é complementado por centenas de outros anciãos que chamam as Testemunhas de Jeová para ajudar e encorajá-las". Cada escritório da filial nomeia os membros do PVG, que atuam como voluntários."

## Aceitação entre as Testemunhas de Jeová
Desde a elaboração da doutrina do sangue até o ponto de proibir a transfusão, a maioria das Testemunhas de Jeová adotou a posição da organização. As Testemunhas de Jeová que aceitam a doutrina do sangue tipicamente insistem fortemente em sua convicção. Na edição de agosto de 1998 da Academic Emergency Medicine, Donald Ridley, testemunha de Jeová e advogado da organização, argumentou que carregar um cartão de Diretriz Médica atualizado emitido pela organização indica que um indivíduo concorda pessoalmente com a posição estabelecida pelas Testemunha de Jeová. Migden DR, Braen GR (August 1998).
Em 1958, A Sentinela informou sobre um determinado membro das Testemunhas de Jeová que voluntariamente aceitou a transfusão de sangue, contrariando a doutrina da Torre de Vigia. A organização confirma que os membros aceitaram transfusões de sangue, apesar da imposição, em 1961, de uma política comunitária de afastamento por aceitação voluntária.
Em 1982, um estudo de caso revisado por pares de uma congregação das Testemunhas de Jeová foi realizado pelos Drs. Larry J. Findley e Paul M. Redstone para avaliar a crença individual em relação ao sangue entre as Testemunhas de Jeová. O estudo mostrou que 12% estavam dispostos a aceitar a terapia transfusional proibida pela doutrina das Testemunhas de Jeová. Um estudo revisado por pares que examinou registros médicos indicou uma porcentagem similar de Testemunhas de Jeová dispostas a aceitar transfusões de sangue para seus filhos. Jovens adultos também demonstraram disposição para aceitar transfusões de sangue. Em outro estudo, pacientes Testemunhas de Jeová apresentados para trabalho de parto mostraram disposição para aceitar alguma forma de sangue ou hemoderivados. Destes pacientes, 10 por cento aceitaram transfusão de sangue total.
As publicações da Sociedade Torre de Vigia notaram que, dentro das religiões, as crenças pessoais dos membros frequentemente diferem da doutrina oficial. Quanto à aceitação da posição oficial da organização sobre sangue pelas Testemunhas de Jeová, Drs. Cynthia Gyamfi e Richard Berkowitz afirmam: "É ingênuo supor que todas as pessoas em qualquer grupo religioso compartilhem exatamente as mesmas crenças, independentemente da doutrina. É bem conhecido que muçulmanos, judeus e cristãos têm variações individuais significativas em suas crenças. Por que isso não deveria ser verdade também para as Testemunhas de Jeová?"
Ambivalência e rejeição da doutrina do sangue remonta pelo menos à década de 1940. Depois que a Sociedade Torre de Vigia estabeleceu a doutrina, ensinando que o sangue não deveria ser ingerido (por volta de 1927-31), Margaret Buber, que nunca foi membro da denominação, ofereceu uma testemunha ocular em primeira mão das Testemunhas de Jeová no campo de concentração nazista de Ravensbrück. Ela relata que uma esmagadora maioria estava disposta a comer linguiça de sangue apesar de ter comida alternativa para escolher, e especificamente depois de considerar declarações bíblicas sobre sangue.

## Visão crítica
A oposição às doutrinas da Torre de Vigia sobre as transfusões de sangue vem de membros e não membros. Um grupo de Testemunhas dissidentes conhecidas como Testemunhas de Jeová Associadas para a Reforma do Sangue (AJWRB) declara que não há base bíblica para a proibição de transfusões de sangue e procura mudar algumas políticas. Em uma série de artigos no Journal of Medical Ethics, o neurologista norte-americano Osamu Muramoto, consultor médico do AJWRB, levantou questões que incluem o que ele afirma ser a coerção para recusar transfusões, inconsistência doutrinária, uso seletivo de informações pela Torre de Vigia para exagerar os perigos das transfusões e o uso de crenças médicas ultrapassadas. 

### Interpretação Bíblica
Testemunhas dissidentes dizem que o uso de Levítico 17,12 para apoiar sua oposição a transfusões de sangue entra em conflito com seus próprios ensinamentos de que os cristãos não estão sob a lei mosaica.

### Coerção
Osamu Muramoto argumentou que a recusa das Testemunhas de Jeová a transfusões de sangue em situações emergenciais cria sérios problemas éticos biomédicos. Ele criticou a "intervenção controladora" da Sociedade Torre de Vigia por meio do que ele afirma ser o controle da informação e sua política de punir os membros que aceitam transfusões de sangue ou defendem a liberdade de escolher o tratamento baseado no sangue. Ele diz que a ameaça de ser considerada uma Testemunha desassociada e subsequentemente ser evitada por amigos e parentes que são membros, coage as Testemunhas de Jeová a aceitar e obedecer à proibição de transfusões de sangue.
Muramoto alegou que a intervenção dos Comitês de Ligação Hospitalar pode aumentar a "pressão organizacional" aplicada por membros da família, amigos e membros da congregação em pacientes Testemunhas de Jeová para recusar o tratamento baseado no sangue. Ele observa que enquanto os membros do HLC, que são anciãos da igreja, "podem dar apoio moral ao paciente", sabe-se que a influência de sua presença no paciente é enorme. Relatos de casos revelam que pacientes que são Testemunhas de Jeová mudaram sua decisão anterior de aceitar tratamento com sangue depois de uma visita dos anciãos". Ele alega que tal pressão organizacional compromete a autonomia dos pacientes que são Testemunhas e interfere em sua privacidade e confidencialidade. Ele defendeu uma política na qual a Sociedade Torre de Vigia e os anciãos da congregação não questionariam os pacientes sobre os detalhes de seus cuidados médicos e os pacientes não revelariam tais informações. Ele diz que a Sociedade adotou tal política em 1983 em relação aos detalhes da atividade sexual entre casais.
Muramoto recomenda que os médicos tenham uma reunião privada com os pacientes para discutir seus desejos e que os membros da igreja e os membros da família não estejam presentes, permitindo que os pacientes se sintam livres da pressão da igreja. Ele sugere que os médicos questionem os pacientes sobre (a) se eles consideram que a Sociedade Torre de Vigia pode em breve aprovar algumas práticas médicas que atualmente são consideradas questionáveis, da mesma forma que anteriormente abandonaram sua oposição à vacinação e transplantes de órgãos; (b) se os pacientes Testemunhas sabem quais componentes do sangue são permitidos e quais são proibidos, e se eles reconhecem que essas decisões são políticas organizacionais, e não ensinamentos bíblicos; e (c) se eles percebem que, embora algumas escrituras bíblicas proíbam a ingestão de sangue, comer e transfundir sangue têm efeitos completamente diferentes no corpo.

### Uso seletivo de informações
Muramoto alegou que muitas publicações da Sociedade Torre de Vigia empregam exagero e emocionalismo para enfatizar os perigos das transfusões e as vantagens dos tratamentos alternativos, mas apresentam uma imagem distorcida ao relatar quaisquer benefícios do tratamento baseado no sangue. Nem suas publicações reconhecem que em algumas situações, incluindo hemorragia rápida e maciça, não há alternativas para transfusões de sangue. Ele afirma que as publicações da Sociedade Torre de Vigia frequentemente discutem o risco de morte como resultado da recusa de transfusões de sangue, mas dão pouca consideração ao sofrimento prolongado e à incapacidade, produzindo um fardo adicional na família e na sociedade. O advogado e ex-Testemunha de Jeová, Kerry Louderback-Wood também afirma que as publicações das Testemunhas de Jeová exageram os riscos médicos de tomar sangue e a eficiência de terapias médicas não relacionadas a sangue em situações críticas.

### Crenças médicas ultrapassadas
Osamu Muramoto diz que a Sociedade Torre de Vigia se baseia em crenças médicas antigas e obsoletas para sustentar sua posição de que transfusões de sangue são o mesmo que comer sangue. Uma brochura da Torre de Vigia de 1990 sobre o sangue citou um anatomista do século XVII para apoiar sua visão. Muramoto diz que a visão de que o sangue é alimento — ainda adotado nas publicações da Torre de Vigia — foi abandonada pela medicina moderna muitas décadas atrás. Ele criticou uma analogia comumente usada pela Sociedade na qual afirma: "Considere um homem que é informado pelo médico que ele deve se abster de álcool. Ele seria obediente se parasse de beber álcool, mas tivesse colocado-o diretamente em suas veias?" Muramoto diz que a analogia é falsa, explicando: "O álcool ingerido oralmente é absorvido como álcool e circulado como tal no sangue, enquanto o sangue ingerido oralmente é digerido e não entra na circulação como sangue. O sangue introduzido diretamente nas veias circula e funciona como sangue, não como nutrição. Portanto, a transfusão de sangue é uma forma de transplante de órgãos celulares. E ... transplantes de órgãos agora são permitidos pela STV." Ele diz que a proibição às transfusões de sangue com base em passagens bíblicas contra o consumo de sangue é semelhante à recusa de um transplante de coração com base no fato de que um médico advertiu um paciente a se abster de comer carne por causa do alto nível de colesterol.

### Inconsistência
Muramoto descreveu como peculiar e inconsistente a política da Torre de Vigia de aceitação de todos os componentes individuais do plasma sanguíneo, desde que não sejam tomadas ao mesmo tempo. Ele diz que a Sociedade não oferece nenhuma explicação bíblica para diferenciar entre tratamentos proibidos e aqueles considerados uma "questão de consciência", explicando que a distinção é baseada inteiramente em decisões arbitrárias do Corpo Governante, às quais as Testemunhas devem aderir estritamente sob a premissa de elas serem "verdades" baseadas na Bíblia. Ele questionou por que os glóbulos brancos (1% do volume sangüíneo) e plaquetas (0,17%) são proibidos, mas a albumina (2,2% do volume sangüíneo) é permitida. Ele questionou por que doar sangue e armazenar sangue para transfusão autóloga é considerado errado, mas a Sociedade Torre de Vigia permite o uso de componentes sanguíneos que devem ser doados e armazenados antes que as Testemunhas os usem.